# Список війн Новітнього часу
|  | Службовий список статей, створений для координації робіт з розвитку теми. Це попередження не встановлюється на інформаційні списки і глосарії. |

Нижче наведений список війн, що відбулися в період новітнього часу з 1914-го року та до теперішнього часу.

## 1914–1939
- Перша світова війна (1914—1918)
- Окупація США Домініканської Республіки (1916–1924)
- Радянсько-українська війна (1917–1921)
- Вірмено-азербайджанська війна (1918—1920)
- Вірмено-грузинська війна (1918)
- Війна за незалежність Латвії (1918–1920)
- Війна за незалежність Естонії (1918–1920)
- Польсько-українська війна (1918–1919)
- Українсько-білогвардійське збройне протистояння (1918-1920)
- Польсько-радянська війна (1918–1921)
- Перша радянсько-фінська війна (1918–1921)
- Третя англо-афганська війна (1919)
- Чехословацько-угорська війна (1919–1920)
- Війна за незалежність Ірландії (1919–1921)
- Греко-турецька війна (1919–1922)
- Тешинський конфлікт (1919)
- Франко-сирійська війна (1920)
- Чжилійсько-аньхойська війна (1920)
- Польсько-литовська війна (1920)
- Вірмено-турецька війна (1920)
- Франко-турецька війна (1918–1921)
- Рифська війна (Друга марокканська війна) (1920–1926)
- Радянсько-грузинська війна (1921)
- Війна за Кото (1921)
- Друга радянсько-фінська війна (1921–1922)
- Перша чжилійсько-фентянська війна (1922)
- Перша Цзянсу-чжецзянська війна (1924)
- Друга чжилійсько-фентянська війна (1924)
- Національно-визвольне повстання в Сирії (1924–1927)
- Анти-фентянська війна (1925—1926)
- Північний похід (1926)
- Національно-визвольна війна в Нікарагуа (1927–1934)
- Конфлікт на Китайсько-Східній залізниці (1929)
- Війна центральних рівнин (1930)
- Японська інтервенція в Маньчжурію (1931)
- Чакська війна (1932–1935)
- Перуансько-колумбійська війна (1932–1933)
- Саудівсько-єменська війна (1934)
- Друга італо-ефіопська війна (1935–1936)
- Громадянська війна в Іспанії (1936–1939)
- Друга японо-китайська війна (1937–1945)
- Битва на озері Хасан (1938)
- Тешинський конфлікт (1938)
- Окупація Угорщиною Закарпатської України (1939)
- Словацько-угорська війна (1939)
- Італійське вторгнення в Албанію (1939)
- Бої на Халхин-Голі (1939)

## 1939–1945
- Друга світова війна (1939–1945)
  - Польська кампанія (1939)
  - Радянське вторгнення до Польщі (1939)
  - Радянсько-фінська війна (1939–1940)
  - Італо-грецька війна (1940–1941)
  - Французько-таїландська війна (1940–1941)
  - Німецько-радянська війна (1941–1945)
  - Англо-іракська війна (1941)
  - Лапландська війна (1944–1945)
- Перуансько-еквадорська війна (1941)

## 1945–1991
- Війна за незалежність Індонезії (1945–1949)
- Перша індокитайська війна (1945–1954)
- Холодна війна (1945–1991)
- Національно-визвольне повстання на Мадагаскарі (1947–1948)
- Перша індо-пакистанська війна (1947–1948)
- Індійська анексія Хайдарабада (1948)
- Перша арабо-ізраїльська війна (1947–1949)
- Війна в Малаї (1948–1960)
- Корейська війна (1950–1953)
- Релігійні зіткнення в Нігерії (1953 — теперішній час)
- Алжирська війна (1954–1962)
- Суецька криза (1956)
- Угорська революція (1956)
- Війна Іфні (1957–1958)
- Війна у В'єтнамі (1957–1975)
- Друга криза у Тайванській протоці (1958)
- Конголезька криза (1960–1965)
- Операція у затоці Свиней (1961)
- Франко-туніський конфлікт (Бізертинська криза) (1961)
- Португальсько-індійський конфлікт (операція «Віджай») (1961)
- Війна за незалежність Анголи (1961–1974)
- Війна за незалежність Еритреї (1961–1991)
- Китайсько-індійська прикордонна війна (1962)
- Війна в Дофара (Оман) (1962–1976)
- Індонезійсько-малайзійська конфронтація (1962–1966)
- Війна за незалежність Південного Ємену (1963–1967)
- Війна за незалежність Гвінеї-Бісау (1963–1974)
- Алжирсько-марокканський прикордонний конфлікт (1963)
- Війна за незалежність Мозамбіку (1964–1974)
- Війна в Південній Родезії (1964–1979)
- Друга індо-пакистанська війна (1965)
- Окупація США Домініканської Республіки (1965–1966)
- Шестиденна війна (1967)
- Війна на виснаження (1967–1970)
- Вторгнення військ Варшавського договору до Чехословаччини (1968)
- Футбольна війна (1969)
- Конфлікт на острові Даманський (1969)
- Прикордонний конфлікт на озері Жаланашколь (1969)
- Третя індо-пакистанська війна (1971)
- Війна Судного дня (1973)
- Ізраїльсько-сирійський прикордонний конфлікт (1974)
- Турецьке вторгнення на Кіпр (1974)
- Тріскова війна (1975–1976)
- Війна в Західній Сахарі (1975–1991)
- Кампучійсько-в'єтнамський конфлікт (1975–1989)
- Індонезійська окупація Східного Тимору (1975–1999)
- Ачехська війна (1976–2005)
- Лівійсько-єгипетська війна (1977)
- Огаденська війна (1977–1978)
- Конфлікт у Чіттагонгському гірському районі (1977—1997)
- Ізраїльське вторгнення до Лівану (операція «Літані») (1978)
- Угандійсько-танзанійська війна (1978–1979)
- Лівійсько-чадський конфлікт (1978–1987)
- Китайсько-в'єтнамська війна (1979)
- Афганська війна (1979–1989)
- Ірано-іракська війна (1980–1988)
- Війна Пакіша (1981)
- Фолклендська війна (1982)
- Вторгнення Ізраїлю до Лівану (1982)
- Вторгнення США в Гренаду (1983)
- Операція «Блакитна зірка» (1984)
- Турецько-курдський конфлікт (1984 — теперішній час)
- Агашерська (Різдвяна) війна (1985)
- Лаоської-тайський прикордонний конфлікт (1988)
- Операція «Кактус» (1988)
- Мавритано-сенегальський прикордонний конфлікт (1989)
- Вторгнення США в Панаму (1989)
- Перша громадянська війна в Ліберії (1989–1996)
- Конфлікт в Індійському Кашмірі (1989 — теперішній час)

## 1991–наш час
- Південноосетинська війна (1991–1992)
- Війна в Перській затоці (1991)
- Югославські війни (1991-2001)
- Десятиденна війна в Словенії
- Перша карабаська війна (1991–1994)
- Війна Хорватії за незалежність (1991–1995)
- Придністровський конфлікт 1992)
- Осетинсько-інгуський конфлікт(1992)
- Війна в Абхазії (1992–1993)
- Боснійська війна (1992–1995)
- Перша російсько-чеченська війна (1994–1996)
- Війна Альто-Сенепа (1995)
- Перша Конголезька війна (1996–1997)
- Друга громадянська війна в Республіці Конго (1997–1999)
- Косовська війна (1998–1999)
- Друга конголезька війна (1998–2002)
- Ефіопсько-еритрейська війна (1998–2000)
- Бомбардування Югославії силами НАТО (1999)
- Дагестанська війна (1999)
- Каргільський конфлікт (1999)
- Друга російсько-чеченська війна (1999–2009)
- Війна проти тероризму
- Війна в Іраку
- Війна в Афганістані (2001–2021)
- Друга чеченська війна
- Конфлікт у Македонії (2001)
- Російсько-грузинська війна (2008)
- Конфлікт у Південній Сербії (2000—2001)
- Операція Лінда Нчі
- Конфлікт у Північному Малі (2012—2013)
- Прикордонний конфлікт між Суданом та Південним Суданом
- Конфлікт у Північному Ківу
- Конфлікт в Центральноафриканській Республіці
- Російсько-українська війна (з 2014) (Війна на сході України (з 2014)
- Збройний конфлікт в Ємені (2014—2015)
- Інтервенція Росії в Сирію (з 2015)
- Військова операція проти Ісламської держави
- Чотириденна війна (2016)
- Друга карабаська війна (2020)
- Російське вторгнення в Україну (2022)